# Nick Griffin
Nick Griffin (ur. 1 marca 1959 w Barnet) – brytyjski polityk, od 1999 do 2014 lider faszyzującej i nacjonalistycznej Brytyjskiej Partii Narodowej, poseł do Parlamentu Europejskiego VII kadencji.

## Życiorys
Jego rodzina zamieszkała w Southwold, gdzie Nick Griffin uzyskał stypendium do Saint Felix School, w szkole tej był jednym z zaledwie dwóch uczniów płci męskiej. W 1974 zaangażował się w działalność Frontu Narodowego, ugrupowania skrajnie prawicowego, dopuszczającego członkostwo osób tylko białej rasy. Na spotkanie tej partii zaprowadził go jego ojciec, długoletni członek Partii Konserwatywnej, z której później został usunięty. W 1977 rozpoczął studia z zakresu historii i prawa na Downing College w ramach University of Cambridge. W ich trakcie założył organizację młodzieżową Young National Front Student Organisation, trenował wówczas także boks – zainteresował się tym sportem po bójce z działaczem antyfaszystowskim. Jak twierdził były lider Frontu Narodowego Martin Webster, w tym okresie łączyły ich homoseksualne relacje, czemu Nick Griffin zaprzeczył.
Po ukończeniu studiów był etatowym pracownikiem centrali FN. W latach 80. nawiązał współpracę z włoskim faszystą Roberto Fiore, wspólnie prowadzili biuro turystyczne. Po rozłamie w FN wspólnie tworzyli faszyzującą organizację International Third Position, która poprzez sieć sklepów charytatywnych pozyskiwała fundusze na druk neofaszystowskich materiałów propagandowych. W 1990 Nick Griffin uległ wypadkowi, w wyniku którego konieczna stała się operacja usunięcia jednej z gałek ocznych. Na kilka lat zawiesił aktywność polityczną, po czym w 1995 wstąpił do skrajnie prawicowej Brytyjskiej Partii Narodowej założonej przez Johna Tyndalla. Został wkrótce redaktorem partyjnych magazynów – „Spearhead” i „The Rune”.
W swojej publicystyce wielokrotnie zawierał stwierdzenia rasistowskie i antysemickie. Chwalił Louisa Farrakhana za jego poparcie dla idei separacji rasowej. W swojej broszurze Who are the Mind Benders? usiłował wykazać, że to Żydzi kontrolują brytyjskie media. W redagowanym przez siebie „The Rune” Holocaust określił mianem „Holohoax”. Masową imigrację uznawał za prowadzącą do upadku białej rasy. W 1998 został oskarżony o podżeganie do nienawiści rasowej w związku z publikacją materiału negującego Holocaust. Został skazany na karę 9 miesięcy pozbawienia wolności z warunkowym zawieszeniem jej wykonania na dwuletni okres próby.
W 1999 został nowym liderem Brytyjskiej Partii Narodowej. Wzorem przywódców innych europejskich ugrupowań skrajnych złagodził retorykę BNP, próbując unikać jawnie rasistowskich i antysemickich wystąpień. Skoncentrował się raczej na krytyce wielokulturowości, islamu, polityki dotyczącej imigrantów. W 2004, po emisji filmu dokumentalnego w BBC, został tymczasowo aresztowany, ponownie pod zarzutem nawoływania do nienawiści rasowej (w związku ze swoimi wypowiedziami pod adresem muzułmanów). Ostatecznie w 2006 zarzuty zostały oddalone.
W wyborach w 2009 BNP po raz pierwszy wprowadziła swoich przedstawicieli do Europarlamentu. Jeden z dwóch mandatów, które uzyskała ta partia, przypadł Nickowi Griffinowi. W PE VII kadencji pozostał posłem niezrzeszonym, zasiadł w Komisji Ochrony Środowiska Naturalnego, Zdrowia Publicznego i Bezpieczeństwa Żywności. Również w 2009 został jednym z liderów Sojuszu Europejskich Ruchów Narodowych.
Po niepowodzeniu BNP w wyborach do Parlamentu Europejskiego w 2014 zrezygnował z kierowania partią. W tym samym roku został wykluczony z tego ugrupowania.